# Fredericka Douglass Sprague Perry
Fredericka Douglass Sprague Perry (* 9. August 1872 in Rochester, New York; † 23. Oktober 1943 in Kansas City, Missouri) war eine US-amerikanische Hochschullehrerin, Philanthropin und Aktivistin. Perry gründete mehrere Clubs für afroamerikanische Frauen in Missouri und setzte sich gemeinsam mit ihrem Mann John E. Perry für eine bessere Gesundheitsversorgung afroamerikanischer Kinder ein.

## Leben
Fredericka Douglass Sprague war die Tochter von Rosetta Douglass und Enkelin von Frederick Douglass. Sie war das fünftälteste Kind der sieben Kinder von Rosetta Douglass Sprague und Nathan Sprague. Sie besuchte die öffentliche Schule in Washington, D.C. und dann das Mechanics Institute in Rochester, New York.
1906 zog sie nach Jefferson City, Missouri, wo sie an der Lincoln University Hauswirtschaft unterrichtete. 1912 heiratete sie Dr. John Edward Perry, den Gründer des Wheatley-Provident Hospital (früher Perry Sanitarium genannt), des ersten privaten Krankenhauses für Afroamerikaner in Kansas City, mit dem sie einen Sohn hatte. Sie zog nach Kansas City, um mit ihrem Mann im Krankenhaus zu arbeiten.
Perry engagierte sich in der Bewegung der afroamerikanischen Frauenvereine. Perry war Mitarbeiterin am Jugendgericht und setzte sich insbesondere für die Verbesserung der harten Behandlung minderjähriger Schwarzer ein, die oft bis zu ihrer Volljährigkeit in staatlichen Einrichtungen für jugendliche Straftäter untergebracht waren. 1923 initiierte sie die Gründung der Missouri State Association of Colored Girls, die von der Senior Women's Association unterstützt wurde. Kansas City war eine der ersten Städte, in denen es eine solche Gruppe gab.
Im Jahr 1934 gründete sie mit Hilfe des Kansas City Federation of Colored Women's Club das Colored Big Sister Home for Girls. Perry war auch Vorsitzende der National Association of Colored Girls. Sie komponierte den Text des Clublieds „Show Me“ und das Motto „Learning As We Climb“ für die Missouri State Association of Colored Girls.
Perry war auch an der Gründung der Civic Protective Association in Kansas City beteiligt, diente als Treuhänderin der Frederick Douglass Memorial and Historical Association und war Mitglied der John Brown Memorial Association.[3]
Perry starb 1943 im Wheatley-Provident Hospital in Kansas City.